# 与那国駐屯地
与那国駐屯地（よなぐにちゅうとんち、英語: JGSDF Camp Yonaguni）は、沖縄県八重山郡与那国町字与那国樽舞3765-1に所在する与那国沿岸監視隊等が駐屯する陸上自衛隊の駐屯地である。

## 概要
与那国駐屯地司令は西部方面情報隊与那国沿岸監視隊長が兼務し、管理業務は与那国駐屯地業務隊が担当する。沿岸監視部隊を主体とする、150人程度の自衛隊員が所属する。南西諸島海域における中華人民共和国の軍事的脅威に対して、日本の離島防衛態勢の強化を目的とし、23中期防および26中期防に基づき基地建設を開始した。2016年（平成28年）1月26日の閣議を経て駐屯地の開庁日は2016年（平成28年）3月28日とすることが正式発表された。なお、駐屯地の建物は大自然を抱く与那国島の景観に配慮して、屋根瓦を赤茶色、壁を白色の外装としており、ゲンゴロウ類などの島の貴重な動植物を保護するため、敷地内にビオトープ（生息・生育空間）が設けられている。
2022年（令和4年）12月27日に防衛省は、与那国駐屯地を拡張して地対空誘導弾部隊を置く方針を明らかにした。2023年（令和5年）度予算案に土地取得費用を盛り込んだ。駐屯地の東側の土地約18万平方メートルを取得する計画とされた。
なお、開設をめぐる経緯は与那国島の防衛問題を参照のこと。

## 沿革
- 2016年（平成28年）3月28日：与那国島に与那国駐屯地を開設。

1. 与那国沿岸監視隊を配備[5]。
2. 第442会計隊を新編し、西部方面会計隊に編合。
3. 第322基地通信中隊（那覇駐屯地）の与那国派遣隊を新編。

- 2017年（平成29年）5月17日：ハリー・B・ハリス・ジュニアアメリカ太平洋軍司令官が、与那国駐屯地の部隊を視察した。河野克俊統合幕僚長と同行することにより、強固な日米関係を示して、中華人民共和国を牽制する意図と報道された[6]。
- 2021年（令和03年）4月17日：岸信夫防衛大臣が、与那国駐屯地の部隊を視察した。岸大臣は駐屯地で隊員らおよそ50人を前に訓示し、同地における隊員の活動が抑止力になっていると激励した上で、引き続き万全な体制で任務に当たるよう指示した[7]。
- 2022年（令和04年）4月1日：航空自衛隊第53警戒隊与那国分遣班を配備[8]。
- 2023年（令和05年）3月16日：

1. 与那国駐屯地業務隊を新編[9]。
2. 与那国沿岸監視隊隷下の後方支援隊を整備班に縮小改編。

- 2024年（令和06年）3月21日：第101電子戦隊と第301電子戦中隊の一部を配置[10]。

## 駐屯部隊

### 陸上自衛隊

#### 西部方面隊隷下部隊
- 西部方面情報隊
  - 与那国沿岸監視隊
    - 与那国沿岸監視隊本部
    - レーダー班
    - 監視班
    - 警備小隊
    - 整備班

  - 通信情報隊
    - 収集小隊
- 西部方面システム通信群
  - 第102基地システム通信大隊
    - 第322基地通信中隊
      - 与那国派遣隊
- 西部方面会計隊
  - 第442会計隊
- 与那国駐屯地業務隊

#### 陸上総隊隷下部隊
- 電子作戦隊
  - 第101電子戦隊の一部
  - 第301電子戦中隊の一部

#### 防衛大臣直轄部隊
- 警務隊
  - 西部方面警務隊
    - 第136地区警務隊
      - 与那国連絡班

### 航空自衛隊

#### 航空総隊隷下部隊
- 南西航空警戒管制団
  - 第53警戒隊
    - 与那国分遣班

### 共同の部隊
- 自衛隊情報保全隊
  - 西部情報保全隊
    - 与那国情報保全派遣隊